# Paranisopodus araguaensis
Paranisopodus araguaensis är en skalbaggsart som beskrevs av Monné M. L. och Monné M. A. 2007. Paranisopodus araguaensis ingår i släktet Paranisopodus och familjen långhorningar.
Artens utbredningsområde är Venezuela. Inga underarter finns listade i Catalogue of Life.